# Where's Waldo?
 (mai 2021).
Where's Waldo? est une série d'animation américaine basée sur les livres Où est Charlie ? de Martin Handford. Elle est inédite dans tous les pays francophones.